# Tajna
Tajna Tajnasári községrésze, korábban önálló település Szlovákiában, a Nyitrai kerületben, a Nyitrai járásban.

## Története
A Garamszentbenedeki Apátság rétet, erdőt és földet kapott a településen (1075 – Kistajna, vagy Káptalan-Tajna). Miksa magyar király az apátsághoz tartozó részt az esztergomi káptalannak adta (1565). Az apátsági, majd káptalani földeket gyakran bérelték kisnemesi családok, elsősorban a Tajnay család tagjai.
A falu területének jelentős része Bars királyi várának tartozéka volt, ahol a vár jobbágyai várjobbágyként éltek (e viszony első okleveles említése 1275-ből való). A várjobbágyok nagyfokú szabadság mellett birtokolták a település földjének Bars várához tartozó részét. A 14. századtól kezdődően belőlük kerültek ki a település kisnemesi jogállású és birtokkal rendelkező magyar családjai, így a Tajnay család is. 1339-ben Károly Róbert király Barachkai Miklósnak adományozott itt birtokot. 1357-ben I. Lajos privilegizált levelével „Pál fiát tajnai Pétert és ennek fiait: Andrást, Pált és Miklóst Léva várának jobbágyai közül kiemeli és Thayna birtokukkal együtt nemesi sorba iktatja”. 1427-ben a Födémesi családbeliek fizették ki özv. Checheni Katalin sári hitbérét. 1467-1471-től a határozott családnévként szereplő Tajnay család tagjai a település földjeinek egyre nagyobb részét birtokolták. 1560-ban I. Ferdinánd magyar király megerősítette a Tajnayak nemességét. A 17. század végéig kisnemesi birtokkal és jogokkal rendelkeztek, kisnemesi életet éltek, és csak fokozatosan lettek köznemesekké.
A török hódoltsági terület határvidéke volt a falu. Gyakran érte a települést török támadás. 1663-ban a falut felégette a török. Ekkor a lakosság nagy része elmenekült.
A Tajnay család tagjai a török kiűzése után visszatelepültek Tajnára. Többük kapcsolatokat épített ki más nemesi (főúri) családokkal; műveltségük (iskolázottságuk) különbözött a környék szegényebb sorsú lakosaitól. Birtokuk a 18. században és a 19. század elején feudális nagybirtokká – latifundummá, allódiummá – alakult, ahol a termelés érdekében egyre nagyobb számban alkalmaztak mezőgazdasági munkásokat az ország szlovák nemzetiségi területiről. A 18. század évtizedeinek végére a település lakóinak többségét már a nem-asszimilálódó szlovákok adták. Magyarország népességében a szlávosodási folyamat az egyik következménye a török utáni gazdasági-társadalmi helyzetnek. A Tajnay család férfi tagjai egyre inkább főúri életet éltek; részt vettek a vármegye, s az ország politikai eseményeiben. Ifj. Tajnai és tiszahegyesi Tajnay János Bars vármegye és Csongrád vármegye főispánja is volt. Új kastélyt építtetett a faluban, melyet 60 holdas angolpark övezett, ám hirtelen halálával (1840) a Tajnay család fiágon kihalt. Tajnay János lánya, Ilona, báró Révay Simon felesége lett, így a Tajnay család birtokainak jelentős része örökösödéssel a báró Révay család birtokának részévé vált. A 17. századi kisnemesi Tajnayak utódai – a 19. század közepén – Magyarország egyik arisztokrata családjának tagjai lettek.  
1890. július 21-én egyesült közigazgatásilag Sárival.